# Stefano Lorenzini
Stefano Lorenzini (Firenze, 1652 circa – ...) è stato un medico, anatomista e ittiologo italiano.
Studiò medicina a Pisa e si perfezionò nella chirurgia presso l'Ospedale fiorentino di S. Maria Nuova, dove ebbe per maestri Francesco Redi, Niccolò Stenone, John Fynch e altri importanti studiosi. Cadde in disgrazia presso il granduca Cosimo III de' Medici, che lo fece rinchiudere in carcere insieme al fratello Lorenzo, famoso matematico. 
Le sue Osservazioni intorno alle torpedini, pubblicate a Firenze nel 1678, offrono un esempio di straordinario approfondimento di anatomia e fisiologia animale, fondato sulle nuove prospettive meccaniciste e corpuscolariste applicate allo studio dei viventi.
Sua è la scoperta delle cosiddette ampolle di Lorenzini, speciali organi di senso posseduti dagli Elasmobranchi (squalo e razza), che si trovano nella parte anteriore della testa e formano una rete di canali pieni di gel.